# Dům granátových jablek
Dům granátových jablek (ang. A House of Pomegranates) je malý soubor pohádek, v pořadí druhý, od Oscara Wildea. Knížka vyšla v roce 1891 a obsahuje čtyři zcela netradiční pohádky.
Podobají se, stejně jako pohádky první knížky, nejvíce pohádkám Andersena ale mají specifický Wildeův nádech. Wildovy pohádky skrývají jinotajné myšlenky a názory na svět. Neživé předměty mají lidské vlastnosti, což nám může trochu připomínat formu bajky. V pohádce "Infantčiny narozeniny" zase odkazuje na svůj jediný román "Obraz Doriana Graye" – podoba skřeta s Dorianem. Dále jsou zde originálně zpracovány i odkazy některých filozofů a jejich děl, např.: Nový zákon – Rybářova duše – motiv lidského srdce, jež ovlivňuje lidské chování a moralitu, všeobjímající božská láska, která stvořila vše, i pohanské bytosti (národ mořských lidí); Nietzsche – Hvězdné dítě.

## Pohádky
- Mladý král
- Infantčiny narozeniny
- Rybář a jeho duše
- Hvězdné dítě